# 쓰리, 몬스터
"쓰리, 몬스터" (三更2, Three... Extremes)는 2004년에 개봉된 옴니버스 공포 영화이다. 2002년 옴니버스 영화 "쓰리"의 후속편으로 미이케 다카시 감독의 '박스', 박찬욱 감독의 '컷', 푸르트 챈 감독의 '만두' 세 편으로 구성되어 있다.

## 출연진
박스
- 하세가와 쿄코
- 와타베 아츠로

컷
- 이병헌
- 강혜정
- 임원희

만두
- 바이 링
- 양가휘